# 日翔志英忠
日翔志 英忠（ひとし ひでただ、1997年8月14日 - ）は、東京都立川市出身で、追手風部屋所属の現役大相撲力士。本名は沢田 日登志（さわだ ひとし）。身長181.0cm、体重150.0kg。最高位は東十両6枚目（2025年5月場所-）。

## 来歴
東京都武蔵野市で生まれ、立川市で育った。相撲好きの祖父の影響で兄が相撲を習い始めたため、兄についていく形で自身も5歳の頃から立川錬成館に通って相撲の稽古を積んだ。中学校は新潟県の糸魚川市立能生中学校に3年時の2学期まで相撲留学し、3年時に全国中学校相撲選手権大会個人3位の実績を残した。中学校卒業後は埼玉栄高校に進学し、1年時に高校総体と弘前大会で団体優勝、2年時に選抜大会団体優勝、3年時に高校総体と宇佐大会で団体優勝を経験した。高校卒業後は日本大学スポーツ科学部競技スポーツ学科に進学し、3年時に金沢大会団体優勝、4年時に金沢大会・十和田大会・全国学生選手権で団体優勝、全国学生相撲個人体重別選手権大会無差別級優勝の実績を残した。
大学卒業後は日本大学事業部に就職し、実業団選手として活動しながら日本大学相撲部でコーチを務めたが、新型コロナウイルス感染拡大の影響で大会が中止となり、練習もままならない状況を経験。相撲を離れて自分と向き合う時間が増えた状況で2020年12月の全日本選手権に出場したことがきっかけとなり、大相撲の追手風部屋に入門した。大学職員という安定を捨てる選択肢であったため、父の反対を押し切っての入門となった。本人は後に「頭良くないし、成り上がるには相撲しかない」と考えていたことを明かしている。
新弟子検査では年齢制限緩和措置が適用され、2021年5月場所で23歳で初土俵。初めて序ノ口の番付に名前が載った7月場所は5勝2敗。翌9月場所は序二段に番付を上げて、7戦全勝で序二段優勝を果たす。続く11月場所では三段目に昇進したが、9月場所後の稽古で首を痛めたため、この場所から3場所連続で全休した。怪我をした直後の約1カ月間（2カ月という説もある）は寝たきりの状態となり、怪我の影響で頭から当たる相撲を取ることは出来なくなったが、同部屋力士らの激励、さらに師匠からの「絶対十両に上がれる」との励ましもあり、2022年5月場所から土俵に復帰。ちなみに、休場中であった同年3月には父が急死。復帰2場所目の同年7月場所は序二段の地位で7戦全勝とし、2度目の序二段優勝を果たした。しかし優勝を決めた13日目の取組後に同部屋の幕内・遠藤の新型コロナウイルス感染が判明したためNHKによる優勝インタビューを受けることができず、千秋楽の表彰式にも参加できなかった。翌9月場所で三段目に復帰し、続く11月場所は一翔との優勝決定戦を制して7戦全勝で三段目優勝を果たした。新幕下となり東18枚目に昇進した2023年1月場所は4勝3敗で勝ち越し。3月場所は首の怪我による休場を除けば初めての負け越しとなった。しかし5月、7月両場所はいずれも5勝2敗と勝ち越し、自己最高位の西幕下3枚目で迎えた9月場所で6勝1敗の成績を挙げ、十両昇進が確実視されることとなった。千秋楽で7人による優勝決定戦を制し幕下優勝。幕下優勝を決めた際は「辞めなくて良かった。次はまず勝ち越しを目指したい」と目を輝かせた。9月27日に開かれた番付編成会議で、11月場所の新十両昇進が正式に発表された。同日、追手風部屋で記者会見し、入門から約2年半での新十両昇進を「思った以上に時間がかかった。本当に良かった」と喜んだ。対戦したい力士として高校の同期の琴ノ若の名前を挙げ「早く追いつけるように頑張りたい」と意気込んだ。11月場所は初日から2連敗し、2日目の天空海戦では右足を痛めて車椅子で土俵を後にした。骨には異常がなかったため、その翌日の3日目には痛み止めの注射を打って出場。右足を引きずって引き揚げたが、貴健斗から押し出しで念願の関取初白星を手にした。しかしケガの影響かこの場所は2勝13敗と大敗を喫してしまい、1場所で幕下に逆戻りとなった。
2024年は1年を通じて3度の東京場所ではいずれも負け越し、地方場所では全て勝ち越すを繰り返し、西幕下4枚目で迎えた2025年1月場所では1番相撲で敗れた後6連勝し、同月29日の番付編成会議で、翌3月場所での再十両昇進が決定した。東十両12枚目で迎えた3月場所は9勝6敗と十両で初めて勝ち越した。

## 人物
- 協会公式プロフィールによると、好きな歌手はサザンオールスターズ、長渕剛。好物は肉。好きなテレビ番組やYouTube動画はバラエティ系。趣味はサウナ[18]。

## 主な成績
2025年7月場所終了現在

### 通算成績
- 通算成績：117勝69敗21休（26場所）

### 各段優勝
- 幕下優勝：1回（2023年9月場所）
- 三段目優勝：1回（2022年11月場所）
- 序二段優勝：2回（2021年9月場所、2022年7月場所）

### 場所別成績
| | 一月場所 初場所（東京）   | 三月場所 春場所（大阪）   | 五月場所 夏場所（東京） | 七月場所 名古屋場所（愛知） | 九月場所 秋場所（東京） | 十一月場所 九州場所（福岡） |
| --- | ------------------------- | ------------------------- | ----------------------- | --------------------------- | ----------------------- | --------------------------- |
| 2021年 （令和3年） | x                         | x                         | （前相撲）              | 西序ノ口19枚目 5–2          | 東序二段63枚目 優勝 7–0 | 西三段目63枚目 休場 0–0–7   |
| 2022年 （令和4年） | 東序二段24枚目 休場 0–0–7 | 西序二段94枚目 休場 0–0–7 | 西序ノ口4枚目 5–2       | 東序二段62枚目 優勝 7–0     | 東三段目61枚目 5–2      | 東三段目28枚目 優勝 7–0     |
| 2023年 （令和5年） | 東幕下18枚目 4–3          | 東幕下14枚目 3–4          | 西幕下18枚目 5–2        | 西幕下9枚目 5–2             | 西幕下3枚目 優勝 6–1    | 東十両11枚目 2–13           |
| 2024年 （令和6年） | 東幕下7枚目 2–5           | 東幕下21枚目 5–2          | 東幕下13枚目 3–4        | 西幕下19枚目 6–1            | 東幕下6枚目 3–4         | 東幕下12枚目 5–2            |
| 2025年 （令和7年） | 西幕下4枚目 6–1           | 東十両12枚目 9–6          | 東十両6枚目 7–8         | 東十両6枚目 10–5            | x                       | x                           |
| 各欄の数字は、「勝ち-負け-休場」を示す。 優勝 引退 休場 十両 幕下 三賞：敢=敢闘賞、殊=殊勲賞、技=技能賞 その他：★=金星 番付階級：幕内 - 十両 - 幕下 - 三段目 - 序二段 - 序ノ口 幕内序列：横綱 - 大関 - 関脇 - 小結 - 前頭（「#数字」は各位内の序列） |                           |                           |                         |                             |                         |                             |

## 改名歴
- 沢田翔 日登志（さわだしょう ひとし）2021年5月場所
- 日翔志 忠勝（ひとし ただかつ）2021年7月場所 - 2024年3月場所
- 日翔志 英忠（- ひでただ）2024年5月場所 -